# Unione Calcio Sampdoria 1961-1962
Questa voce raccoglie le informazioni riguardanti l'Unione Calcio Sampdoria nelle competizioni ufficiali della stagione 1961-1962.

## Stagione
Nella stagione 1961-1962 la Sampdoria disputa il campionato di Serie A, con 30 punti in classifica si piazza in decima posizione, il torneo laurea il Milan Campione d'Italia con 53 punti, davanti all'Inter secondo con 48 punti ed alla Fiorentina terza con 46 punti. Scendono in Serie B il Padova ed il Lecco con 23 punti e l'Udinese con 17 punti. Sempre affidata ad Eraldo Monzeglio la Sampdoria ha avuto il miglior marcatore stagionale blucerchiato con Sergio Brighenti autore di 9 reti. In Coppa Italia la Sampdoria entra al secondo turno e viene subito estromessa a Napoli (0-0) dopo i supplementari, perde ai rigori (6-7).

## Rosa
| N. |                       | Ruolo | Calciatore           |
| -- | --------------------- | ----- | -------------------- |
|    | Italia (bandiera)     | P     | Ugo Rosin            |
|    | Italia (bandiera)     | P     | Pietro Battara       |
|    | Italia (bandiera)     | D     | Guido Vincenzi       |
|    | Italia (bandiera)     | D     | Gaudenzio Bernasconi |
|    | Italia (bandiera)     | D     | Glauco Tomasin       |
|    | Italia (bandiera)     | C     | Mario Bergamaschi    |
|    | Italia (bandiera)     | C     | Azeglio Vicini       |
|    | Italia (bandiera)     | C     | Paolo Marocchi       |
|    | Jugoslavia (bandiera) | C     | Vujadin Boškov       |

| N. |                       | Ruolo | Calciatore          |
| -- | --------------------- | ----- | ------------------- |
|    | Italia (bandiera)     | C     | Giovanni Delfino    |
|    | Italia (bandiera)     | C     | Manlio Vigna        |
|    | Italia (bandiera)     | A     | Sergio Brighenti    |
|    | Argentina (bandiera)  | A     | Ernesto Cucchiaroni |
|    | Italia (bandiera)     | A     | Luigi Toschi        |
|    | Svezia (bandiera)     | A     | Lennart Skoglund    |
|    | Jugoslavia (bandiera) | A     | Todor Veselinović   |
|    | Italia (bandiera)     | A     | Remo Vigni          |
|    | Italia (bandiera)     | A     | Giovanni Grabesu    |

## Risultati

### Serie A

#### Girone di andata
| Arbitro: | De Marchi (Pordenone) |

|                        |           |  |
| Skoglund 9’ Toschi 15’ | Marcatori |  |

| Firenze 3 settembre 1961 2ª giornata | Fiorentina       | 0 – 0 | Sampdoria | Stadio Comunale\| Arbitro: \| Bonetto (Torino) \| |
| Arbitro:                             | Bonetto (Torino) |       |           |                                                   |

| Arbitro: | Marchese (Napoli) |

|                     |           |  |
| Vincenzi 26’ (rig.) | Marcatori |  |

| Arbitro: | Campanati (Milano) |

|                   |           |  |
| Ferrigno 15’, 54’ | Marcatori |  |

| Arbitro: | Angelini (Firenze) |

|            |           |  |
| Toschi 87’ | Marcatori |  |

| Arbitro: | Leita (Udine) |

|                         |           |                                                         |
| Greaves 43’, 73’ (rig.) | Marcatori | 56’ (rig.) Vincenzi 58’ Skoglund 84’ (rig.) Veselinovic |

| Arbitro: | Di Tonno (Lecce) |

|  |           |                          |
|  | Marcatori | 71’ Fernando 86’ Maestri |

| Arbitro: | Marchese (Napoli) |

|                     |           |  |
| Vincenzi 34’ (rig.) | Marcatori |  |

| Arbitro: | Lo Bello (Siracusa) |

|                         |           |  |
| Maschio 70’, 78’ (rig.) | Marcatori |  |

| Arbitro: | Sebastio (Taranto) |

|                               |           |                           |
| Veselinovic 11’ Brighenti 68’ | Marcatori | 35’ Rozzoni 71’ Pentrelli |

| Arbitro: | De Robbio (Torre Annunziata) |

|           |           |            |
| Rossi 78’ | Marcatori | 41’ Boskov |

| Genova 12 novembre 1961 12ª giornata | Sampdoria    | 0 – 0 | Inter | Stadio Luigi Ferraris\| Arbitro: \| Adami (Roma) \| |
| Arbitro:                             | Adami (Roma) |       |       |                                                     |

| Arbitro: | Campanati (Milano) |

|              |           |                 |
| Mencacci 58’ | Marcatori | 66’ Cucchiaroni |

| Arbitro: | Angelini (Firenze) |

|                                     |           |                         |
| Cucchiaroni 15’ Vincenzi 88’ (rig.) | Marcatori | 2’, 4’, 43’ (rig.) Mora |

| Arbitro: | Jonni (Macerata) |

|           |           |                 |
| Gotti 57’ | Marcatori | 29’ Veselinovic |

| Arbitro: | Rigato (Mestre) |

|  |           |                              |
|  | Marcatori | 28’ (rig.) Renna 58’ Vinicio |

| Arbitro: | Campanati (Milano) |

|               |           |                 |
| De Marchi 11’ | Marcatori | 60’ Cucchiaroni |

#### Girone di ritorno
| Torino 24 dicembre 1961 18ª giornata | Torino         | 0 – 0 | Sampdoria | Stadio Filadelfia\| Arbitro: \| Righi (Milano) \| |
| Arbitro:                             | Righi (Milano) |       |           |                                                   |

| Arbitro: | De Marchi (Pordenone) |

|                 |           |                                  |
| Veselinovic 32’ | Marcatori | 53’ Milani 57’ Petris 90’ Hamrin |

| Arbitro: | Bonetto (Torino) |

|             |           |  |
| Pestrin 24’ | Marcatori |  |

| Arbitro: | Ferrari (Milano) |

|                                         |           |             |
| Cucchiaroni 15’ Brighenti 21’, 30’, 47’ | Marcatori | 12’ Caceffo |

| Arbitro: | D'Agostini (Roma) |

|                         |           |  |
| Recagni 76’ Sormani 90’ | Marcatori |  |

| Arbitro: | Rigato (Mestre) |

|               |           |                               |
| Brighenti 29’ | Marcatori | 13’ Conti 44’ Sani 70’ Rivera |

| Arbitro: | Angonese (Mestre) |

|                                     |           |                     |
| Malavasi 32’ Fernando 46’ Metin 85’ | Marcatori | 79’ (rig.) Vincenzi |

| Arbitro: | Righi (Milano) |

|                 |           |  |
| Del Vecchio 15’ | Marcatori |  |

| Arbitro: | Francescon (Padova) |

|                 |           |                 |
| Cucchiaroni 31’ | Marcatori | 24’ Magistrelli |

| Udine 25 febbraio 1962 27ª giornata | Udinese           | 0 – 0 | Sampdoria | Stadio Moretti\| Arbitro: \| Grignani (Milano) \| |
| Arbitro:                            | Grignani (Milano) |       |           |                                                   |

| Arbitro: | Righi (Milano) |

|  |           |               |
|  | Marcatori | 3’, 60’ Rossi |

| Arbitro: | Di Tonno (Lecce) |

|            |           |             |
| Suarez 79’ | Marcatori | 63’ Delfino |

| Genova 18 marzo 1962 30ª giornata | Sampdoria          | 0 – 0 | SPAL | Stadio Luigi Ferraris\| Arbitro: \| Campanati (Milano) \| |
| Arbitro:                          | Campanati (Milano) |       |      |                                                           |

| Arbitro: | Grignani (Milano) |

|               |           |  |
| Brighenti 14’ | Marcatori |  |

| Arbitro: | Bonetto (Torino) |

|                               |           |             |
| Brighenti 53’ Cucchiaroni 56’ | Marcatori | 86’ Marinai |

| Arbitro: | Angonese (Mestre) |

|                               |           |             |
| Vincenzi 6’ (aut.) Perani 52’ | Marcatori | 73’ Delfino |

| Arbitro: | Carminati (Milano) |

|                                    |           |  |
| Brighenti 71’, 84’ Cucchiaroni 87’ | Marcatori |  |

### Coppa Italia
| Arbitro: | Adami (Roma) |

|                 |                      |                   |
| Corelli Corelli | Tiri di rigore 7 – 6 | Vincenzi Vincenzi |

N.B: il regolamento dell'epoca prevedeva che a tirare la sequenza di 6 calci di rigore fosse un singolo giocatore scelto in ciascuna squadra. Alla fine della serie da 6 rigori per parte, il risultato era di parità 6-6 perché i due giocatori andarono sempre a segno dagli undici metri. Nella seconda serie, vigeva la regola del: "il primo che sbaglia perde". La vittoria andò al Napoli, perché Vincenzi sbagliò il settimo rigore, mentre successivamente Corelli andò a segno.

### Coppa dell'Amicizia
| Genova 6 maggio 1962 Ottavi di finale - Andata | Sampdoria | 2 – 2 referto | Tolosa | Stadio Luigi Ferraris |

| Tolosa 13 maggio 1962 Ottavi di finale - Ritorno | Tolosa | 7 – 3 referto | Sampdoria | Stadium Municipal |

## Statistiche

### Statistiche di squadra
| Competizione | Punti | In casa | In casa | In casa | In casa | In casa | In casa | In trasferta | In trasferta | In trasferta | In trasferta | In trasferta | In trasferta | Totale | Totale | Totale | Totale | Totale | Totale | DR |
| Competizione | Punti | G       | V       | N       | P       | Gf      | Gs      | G            | V            | N            | P            | Gf           | Gs           | G      | V      | N      | P      | Gf     | Gs     | DR |
| ------------ | ----- | ------- | ------- | ------- | ------- | ------- | ------- | ------------ | ------------ | ------------ | ------------ | ------------ | ------------ | ------ | ------ | ------ | ------ | ------ | ------ | -- |
| Serie A      | 30    | 17      | 7       | 4       | 6       | 21      | 20      | 17           | 2            | 8            | 7            | 11           | 20           | 34     | 9      | 12     | 13     | 32     | 40     | -8 |
| Coppa Italia |       | -       | -       | -       | -       | -       | -       | 1            | 0            | 1            | 0            | 0            | 0            | 1      | 0      | 1      | 0      | 0      | 0      | 0  |
| Totale       |       | 17      | 7       | 4       | 6       | 21      | 20      | 18           | 2            | 9            | 7            | 11           | 20           | 35     | 9      | 13     | 13     | 32     | 40     | -8 |

### Statistiche dei giocatori
| Giocatore      | Serie A  | Serie A | Coppa Italia | Coppa Italia | Totale   | Totale |
| Giocatore      | Presenze | Reti    | Presenze     | Reti         | Presenze | Reti   |
| -------------- | -------- | ------- | ------------ | ------------ | -------- | ------ |
| P. Battara     | 11       | -13     | 1            | 0            | 12       | -13    |
| M. Bergamaschi | 34       | 0       | -            | -            | 34       | 0      |
| G. Bernasconi  | 27       | 0       | 1            | 0            | 28       | 0      |
| S. Brighenti   | 32       | 9       | 1            | 0            | 33       | 9      |
| V. Boskov      | 13       | 1       | 1            | 0            | 14       | 1      |
| E. Cucchiaroni | 27       | 7       | 1            | 0            | 28       | 7      |
| M. De Grassi   | -        | -       | 1            | 0            | 1        | 0      |
| G. Delfino     | 12       | 2       | 1            | 0            | 13       | 2      |
| G. Grabesu     | 4        | 0       | 1            | 0            | 5        | 0      |
| P. Marocchi    | 32       | 0       | 1            | 0            | 33       | 0      |
| U. Rosin       | 23       | -27     | -            | -            | 23       | -27    |
| L. Skoglund    | 22       | 2       | -            | -            | 22       | 2      |
| G. Tomasin     | 18       | 0       | -            | -            | 18       | 0      |
| L. Toschi      | 27       | 2       | -            | -            | 27       | 2      |
| T. Veselinovic | 15       | 4       | -            | -            | 15       | 4      |
| A. Vicini      | 33       | 0       | -            | -            | 33       | 0      |
| M. Vigna       | 4        | 0       | 1            | 0            | 5        | 0      |
| R. Vigni       | 6        | 0       | 1            | 0            | 7        | 0      |
| G. Vincenzi    | 34       | 5       | 1            | 0            | 35       | 5      |